# Bella Galhos

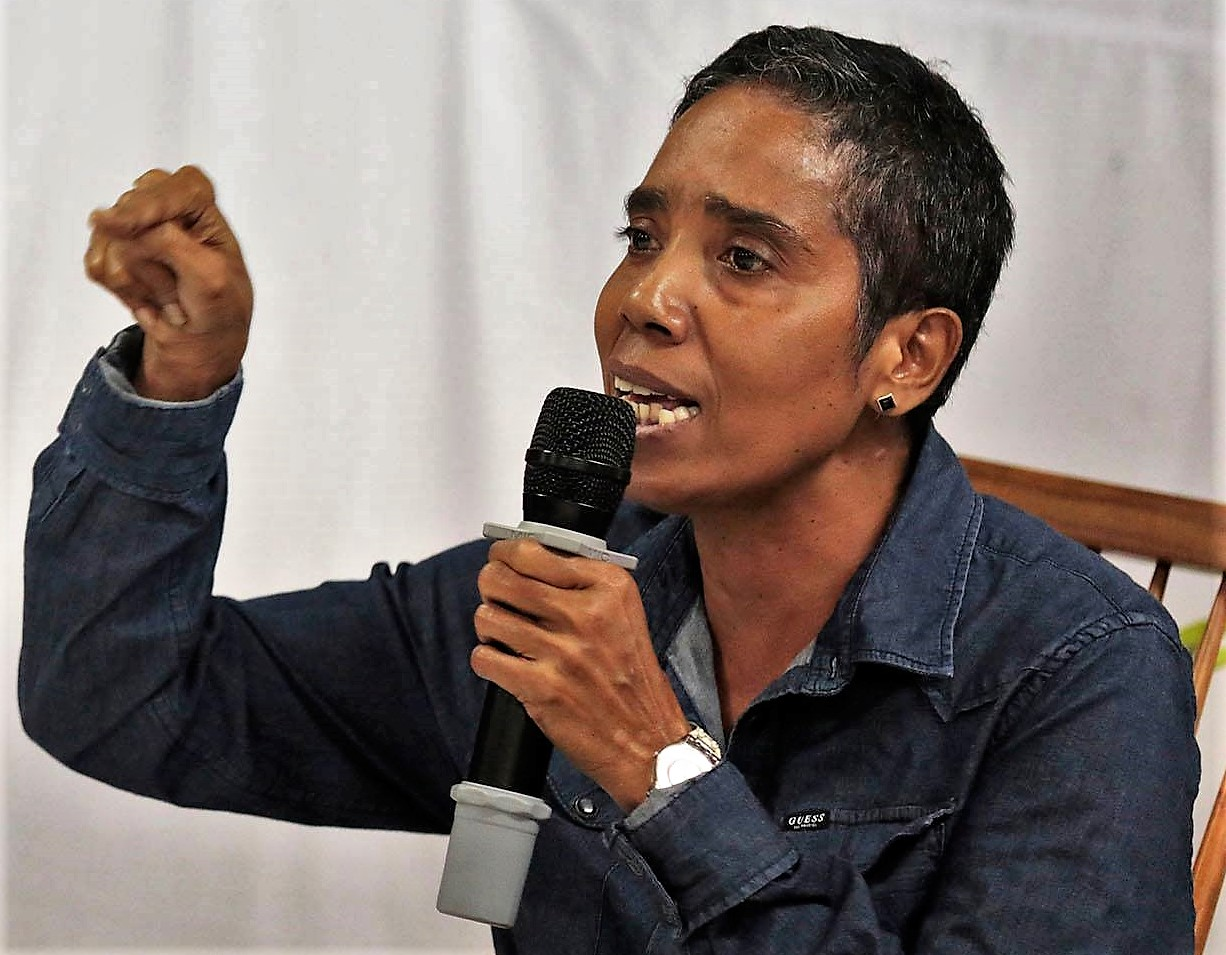
Bella Galhos (2019)

Bella Galhos (* 10. November 1972 in Portugiesisch-Timor), eigentlich Isabel Antonia da Costa Galhos, ist eine osttimoresische Unabhängigkeits- und LBGTQ-Aktivistin.

## Werdegang
Der Vater von Galhos hatte 45 Kinder von 18 verschiedenen Frauen. 1975 besetzte Indonesien Osttimor. Das indonesische Militär nahm den Vater sowie Brüder von Bella gefangen. Sie selbst wurde nach ihren eigenen Angaben im Alter von drei Jahren für fünf US-Dollar an einen Soldaten verkauft. Der Vater begründete den Handel damit, dass Bella eine „sehr männliche, dominante Persönlichkeit“ habe. Erst nach langem Bitten der Mutter durfte das Kind in die Familie zurückkehren. Später bekam Bella Galhos zwangsweise eine Injektion, die sie unfruchtbar machte.
Mit 16 Jahren schloss sich Galhos dem Widerstand an. 1991 wurden mehrere Freunde von Galhos beim Santa-Cruz-Massaker getötet, dem sie selbst nur knapp entkam. In der Folge lebte sie drei Jahre unter einer anderen Identität als Doppelagentin bei den Indonesiern. In dieser Zeit kam es zu verschiedenen physischen und sexuellen Übergriffen. Schließlich wurde sie von der indonesischen Regierung als loyal angesehen und als Repräsentantin des Landes nach Kanada geschickt. Dort beantragte sie umgehend Asyl und lebte von 1994 bis 1999 in Ottawa, wo sie sich weiter gegen die Besetzung ihrer Heimat einsetzte.
Im Januar 1996 suchte Benjamin Parwoto, der indonesische Botschafter in Kanada, die Mutter von Galhos auf und forderte sie auf ihre Tochter zum Schweigen zu bringen. Das Geschehen erregte öffentliches Aufsehen und das kanadische Außenministerium forderte eine Erklärung vom Botschafter und von Jakarta. Später studierte Galhos Psychologie an der University of Hawaii. Mit Ende der indonesischen Besetzung kehrte sie 1999 nach Osttimor zurück und arbeitete zunächst für die Vereinten Nationen. Von 1999 bis 2000 war Galhos zudem Executive Director des Forums der Nichtregierungsorganisationen Osttimors FONGTIL, dem Dachverband der nationalen Nichtregierungsorganisationen. 2013 wurde Galhos Beraterin in Fragen der Zivilgesellschaft von Präsident Taur Matan Ruak. 2017 trat sie von dem Beraterposten zurück.
Beim CODIVA (Coalition on Diversity and Action) Pride Event 2016 (dem ersten seiner Art in Osttimor) hatte Galhos ihr öffentliches Coming-out als queer. Sie ist somit eine der ersten sich zu ihrer Bisexualität bekennenden Personen im Land. Sie erzählte auch von ihren eigenen, belastenden Erfahrungen in der Familie. Einer ihrer Brüder versuchte sie mit Steinwürfen zu töten, da sie Schande über die Familie gebracht hätte. 2017 war Galhos Mitorganisatorin des ersten Pride March in Dili, an dem 500 Personen teilnahmen. Zusammen mit ihrem Aktivistenkollegen und Entwicklungsexperten Iram Saeed gründete Galhos die LGBTQ-Organisation Arcoiris (portugiesisch Regenbogen).
Mit Saeed betreibt Galhos mit dem Leublora Green Village (LGV) die Pousada in Maubisse und „not-for-profit“ Umweltschule (Leublora Green School). Dazu gehört auch eine Frauenkooperative für organische Landwirtschaft und ein organisches Restaurant. Mit dem Projekt sollen Gleichberechtigung der Frauen und Umweltbewusstsein in der osttimoresischen Gesellschaft gefördert werden.
Galhos ist Mitglied der Partidu Libertasaun Popular (PLP), die von Taur Matan Ruak geführt wird. Am 15. Juni 2018 erklärte sie, man habe ihr parteiintern mitgeteilt, dass sie als Mitglied für die neue Regierung Osttimors nicht berücksichtigt werden könne. Begründet wurde dies damit, dass ihre sexuelle Orientierung „moralisch nicht akzeptabel“ sei. Galhos gab an, sie sei als Staatssekretärin für Tourismus, Jugend und Sport, Berufsbildung und Beschäftigungspolitik oder Gleichstellung der Geschlechter im Gespräch gewesen. Fidelis Magalhães, einer der Führer der PLP betonte, Galhos sei trotzdem „ein wertvolles Parteimitglied“. Als Grund für die Nichtberufung, erklärte Magalhães, könne die sexuelle Orientierung eine Rolle gespielt haben. Die Entscheidung trafen aber die drei Parteiführer der Regierungskoalition Aliança para Mudança e Progresso (AMP).

## Auszeichnungen
2003 wurde Galhos mit einem United Nations Human Rights Awards ausgezeichnet in der Kategorie „Freie Meinungsäußerung in Fernsehen und Radio.“ 2023 gehörte Galhos zu den 100 Women der BBC.

## Veröffentlichungen
- Iram Saeed und Bella Galhos: A Research Report on the Lives of Lesbian and Bisexual Women and Transgender Men in Timor-Leste, Rede Feto und ASEAN SOGIE Caucus, Osttimor, 2017.
- Bella Galhos: I was once worth $ 5, 2022.